# 박한별
박한별(朴漢別, 1984년 11월 17일 ~ )은 대한민국의 모델, 배우이다.

## 생애
서울특별시 광진구 구의동에서 태어나 2002년 패션 잡지 Ceci 모델로 데뷔하였다. 2003년 첫 영화 《여고괴담 3: 여우계단》에 출연하였고 같은 해 SBS 드라마 《요조숙녀》로 SBS 연기대상에서 여자 뉴스타상을 수상하였다.
이후 2006년 MBC 드라마 《환상의 커플》, KBS 1TV 드라마 《다 함께 차차차》, 2013년 SBS 드라마 《잘 키운 딸 하나》, 2015년 《애인 있어요》 등의 작품에 출연하였다.

## 학력
- 경복초등학교 (졸업)
- 선화예술중학교 무용과 (졸업)
- 안양예술고등학교 연극영화과 (졸업)
- 중앙대학교 연극영화학과 (중퇴)
- 건국대학교 영화예술학과 (학사)

## 경력
- 2009년  스탈리 대표이사
- 2009년 건국대학교 홍보대사
- 2010년 제13회 보령머드축제 홍보대사
- 2010년 구강암 얼굴 기형 환자를 위한 스마일마라톤대회 홍보대사
- 2011년 제1회 설악영화제 홍보대사
- 2011년 평화운동연합 평화 홍보대사
- 2011년 제3회 국제공익광고제 홍보대사

## 출연 작품

### 드라마
| 연도 | 방송사  | 제목             | 역할            | 비고      |
| ---- | ------- | ---------------- | --------------- | --------- |
| 2003 | SBS     | 요조숙녀         | 최수연          | 16부작    |
| 2004 | MBC     | 한강수타령       | 미애            | 51부작    |
| 2006 | MBC     | 환상의 커플      | 오유경          | 16부작    |
| 2006 | 채널CGV | 프리즈           | 김지우          | 5부작     |
| 2007 | SBS     | 푸른 물고기      | 강윤정          | 16부작    |
| 2007 | 채널CGV | 커플 브레이킹    | 한여경          | 4부작     |
| 2009 | KBS 1TV | 다 함께 차차차   | 한진경          | 155부작   |
| 2010 | SBS     | 오! 마이 레이디  | 홍유라          | 16부작    |
| 2013 | SBS     | 잘 키운 딸 하나  | 장하나 / 장은성 | 122부작   |
| 2015 | SBS     | 냄새를 보는 소녀 | 주마리          | 특별 출연 |
| 2015 | SBS     | 애인 있어요      | 강설리          | 50부작    |
| 2016 | tvN     | 안투라지         |                 | 특별 출연 |
| 2019 | MBC     | 슬플 때 사랑한다 | 윤마리 / 우하경 | 40부작    |

### 시트콤
| 연도 | 방송사 | 제목            | 역할   | 비고   |
| ---- | ------ | --------------- | ------ | ------ |
| 2011 | MBN    | 갈수록 기세등등 | 이한별 | 36부작 |
| 2017 | MBC    | 보그맘          | 보그맘 | 12부작 |

### 영화
| 연도 | 제목                 | 역할   | 감독   | 비고      |
| ---- | -------------------- | ------ | ------ | --------- |
| 2003 | 여고괴담 3: 여우계단 | 김소희 | 윤재연 |           |
| 2008 | 숙명                 | 정은영 | 김해곤 |           |
| 2009 | 55 사이즈            | 윤세련 | 류숙현 | 단편 영화 |
| 2009 | 요가학원             | 성연주 | 윤재연 |           |
| 2011 | 마이 블랙 미니드레스 | 윤혜지 | 허인무 |           |
| 2012 | 두 개의 달           | 소희   | 김동빈 |           |
| 2014 | 분신사바 2           | 송치엔 | 안병기 | 중국 영화 |

### 예능
| 연도 | 방송사    | 제목                                    | 역할   | 비고                  |
| ---- | --------- | --------------------------------------- | ------ | --------------------- |
| 2003 | SBS       | SBS 인기가요                            | MC     | 2003.09.07~2004.10.17 |
| 2009 | 올'리브   | 올'리브쇼 2 - 박한별의 핑크 프로포즈    | 출연자 | 2009.04.02~2009.04.30 |
| 2010 | 동아TV    | 박한별의 KISS THE SNOW From Switzerland | 출연자 | 2010.10.08~2010.10.22 |
| 2011 | SBS       | 강심장                                  | 게스트 | 2011.03.08~2011.03.15 |
| 2011 | 패션N     | 시크릿 아시아 - 박한별 홍콩을 사다      | 출연자 | 2011.05.28~2011.05.29 |
| 2015 | SBS       | 정글의 법칙 in 얍                       | 출연자 | 2015.05.29~2015.07.17 |
| 2017 | JTBC2     | 박한별의 말괄량이 길들이기              | 출연자 | 2017.03.01~2017.04.19 |
| 2025 | TV CHOSUN | 아빠하고 나하고                         | 출연자 | 2025.04.01~2025.04.08 |
| 2025 | TV CHOSUN | 식객 허영만의 백반기행                  | 게스트 | 2025.08.10            |

### 뮤직비디오
| 연도 | 가수       | 노래            | 공동 출연                      | 비고 |
| ---- | ---------- | --------------- | ------------------------------ | ---- |
| 2002 | 신승훈     | 널 위한 이별    |                                |      |
| 2002 | 휘성       | 안 되나요       |                                |      |
| 2003 | 원타임     | Without You     |                                |      |
| 2007 | 최정철     | 사랑은 왜 해    |                                |      |
| 2010 | 소야       | 웃으며 안녕     |                                |      |
| 2010 | 세븐       | I'm Going Crazy |                                |      |
| 2011 | 오션걸스   | 라이드 나우     | 이채영, 이태임, 장지은, 전은미 |      |
| 2012 | 울랄라세션 | 아름다운 밤     |                                |      |

### 광고
| 연도 | 기업            | 제품                           | 종류     | 공동 출연                      |
| ---- | --------------- | ------------------------------ | -------- | ------------------------------ |
| 2002 | 존슨앤드존슨    | 클린앤클리어 딥 액션 폼 클랜져 | 생활용품 |                                |
| 2002 | 한국P&G         | 위스퍼                         | 생리대   | 왕지혜                         |
| 2003 | 하나로통신      | 하나포스 - 박한별 편           | 통신     |                                |
| 2004 | 어드밴스 애그로 | 더블에이 - 로버트 편           | 인쇄용지 |                                |
| 2010 | 금복주          | 참소주                         | 주류     |                                |
| 2010 | 삼봉개발        | 경주월드 캘리포니아비치        | 워터파크 |                                |
| 2010 | GS Postbox 택배 | CVSnet 편의점 포스트박스       | 택배     |                                |
| 2011 | 해브앤비        | 닥터 자르트                    | 생활용품 |                                |
| 2011 | 롯데제과        | ID 웨이브 - 체인지 편          | 껌       | 노민우                         |
| 2011 | 대명레저산업    | 비발디 오션월드 - RIDE NOW! 편 | 워터파크 | 이채영, 이태임, 장지은, 전은미 |
| 2014 | 유니레버        | 럭스 슈퍼리치                  | 생활용품 |                                |
| 2014 | 트리아 뷰티     | 트리아 플러스 4X               | 생활용품 |                                |
| 2016 | 웹젠            | 샷 온라인 M                    | 게임     |                                |

## 음반 작품

### 싱글
- 2010년 《Coffee (The Actress 1st Story) (Single)》
  - 〈Coffee〉
  - 〈Coffee (Inst.)〉
- 2011년 《Luv U (The Actress 2nd Story) (Single)》
  - 〈Luv U〉
  - 〈Luv U (Inst.)〉
- 2017년 《담다디》
  - 〈담다디〉
  - 〈담다디 (Inst.)〉

### 참여
- 2011년 《마이 블랙 미니드레스 OST》
  - 〈마.블.미 (마이 블랙 미니드레스)〉
  - 〈Love Is Blind〉

## 도서 작품
- 2011년 《박한별's 팁스토리》 (페이퍼북 ISBN 9788997148042)

## 수상 및 후보
| 연도 | 시상식                     | 부문                            | 작품            | 결과 |
| ---- | -------------------------- | ------------------------------- | --------------- | ---- |
| 2003 | SBS 연기대상               | 뉴스타상                        | 요조숙녀        | 수상 |
| 2009 | KBS 연기대상               | 여자 신인상                     | 다 함께 차차차  | 후보 |
| 2010 | 제5회 아시아 모델상 시상식 | 패셔니스타부문 모델특별상       | 빈칸            | 수상 |
| 2014 | 제7회 코리아 드라마 어워즈 | 여자 우수연기상                 | 잘 키운 딸 하나 | 후보 |
| 2014 | SBS 연기대상               | 장편 드라마부문 여자 우수연기상 | 잘 키운 딸 하나 | 후보 |
| 2015 | SBS 연예대상               | 베스트 엔터테이너상             | 정글의 법칙     | 수상 |
| 2015 | SBS 연기대상               | 장편 드라마부문 여자 특별연기상 | 애인 있어요     | 수상 |
| 2017 | MBC 방송연예대상           | 쇼·시트콤부문 여자 우수상       | 보그맘          | 수상 |